# Kapustňák širokonosý
Kapustňák širokonosý (Trichechus manatus) je jeden ze tří žijících druhů kapustňáků. Dorůstá délky 2,5 až 4,5 m a jeho hmotnost se pohybuje mezi 200 až 600 kg. Vyskytuje se v oblasti jihovýchodně od USA až po Texas a u pobřeží severní části Jižní Ameriky. Jedná se o býložravce – živí se vodními rostlinami.

## Popis
Kapustňák má masivní tělo připomínající trup velryby, chlupy jsou redukovány až na jednotlivé štětiny a hmatové chlupy, kůže je tuhá, šedohnědá, asi 5 centimetrů silná. Jejich hlava je malá se štětinatými vousy na horním pysku, malé oči, žádné vnější ušní boltce, ale přesto výborně slyší. Potravu posunuje do tlamy pomocí pysků. Rypák je složen ze dvou pysků, kdy horní pysk je hluboce rýhovaný. Pysky kapustňáka se mohou každá pohybovat zvlášť. Jeho přední končetiny jsou přizpůsobeny plavání a v mělkých vodách jejich špičky k odstrkování. Svůj široký ocas používají nejen k pohybu, ale také k vyrovnávaní rovnováhy ve vodě.

### Tělesné rozměry
- Délka: 2,5-4,5 m
- Hmotnost: 200-600 kg

### Rozmnožování
- Pohlavní dospělost: ve 4.-6. roce
- Doba rozmnožování: nemá žádnou určitou dobu
- Doba březosti: 1 rok
- Počet mláďat: zpravidla 1, zřídka i dvojčata
- Péče o mláďata: 1-3 roky

### Způsob života
- Chování: zpravidla samotář, někdy žije v malých skupinách
- Potrava: vodní rostliny
- Délka života: 30-60 let

### Zeměpisné rozšíření
V tropických a subtropických vodách na jihovýchodě USA až po Texas. Žije také u pobřeží severní části Jižní Ameriky.

## Kapustňák a člověk
Kapustňák širokonosý patří mezi ohrožené druhy. Kapustňák nemá žádné přirozené nepřátele, avšak s rozvojem civilizace, ať už kvůli lovu pro jejich maso nebo znečištěním životního prostředí nebo výstavbou nových hrází, se zmenšil počet kapustňáků a také jeho přirozené prostředí pobřežních mokřin.
Kapustňák má velmi zvědavou povahu, a proto je mnoho jedinců každoročně zraňováno lodními šrouby motorových člunů, jelikož je pomalý a neobratný. Kapustňáci při pastvě často polykají části rybářských sítí (háky, kovová závaží, atd.). Tyto cizí materiály je patrně nezraňují, s výjimkou provazů a rybářských vlasců. Ty mohou ucpat jejich trávicí trakt a odsoudit zvíře k pomalé smrti.

## Potrava a způsob obživy
Kapustňák se živí vodními rostlinami. Během dne buď žere, nebo v krátkých intervalech odpočívá. Podává si potravu předními končetinami nebo velkým, dvojdílným pyskem do tlamy. Značným množstvím písku, které se mu dostává do tlamy při požíraní mořských řas, což je jeho nejčastější potrava, se kapustňákovi poměrně brzy opotřebovávají zuby. Vzadu v tlamě mu proto vyrůstají další zuby, které se během měsíce posunou přibližně o jeden centimetr dopředu a vytlačí staré, opotřebované přední zuby.
Pro své obrovské tělo spotřebuje kapustňák veliké množství potravy. Za den sežere až 15 procent váhy svého vlastního těla. Díky obrovské hmotnosti zůstává při žraní ve stabilní poloze. Zpravidla žere pod vodou, stává se ale také, že se vynoří z vody. Žere tak dlouho, až má žaludek a jícen docela plný potravy. Požírá i vlastní trus. Na mělčině si pak kapustňák lehne pouze do takové hloubky, aby mohl dýchat, když pozvedne hlavu, a takto prospí mnoho hodin.

## Způsob života
Kapustnáci dávají přednost zakalené vodě zálivů, lagun, pomalu tekoucích toků a ústí řek. Nejlépe se cítí při teplotě nad 20 stupňů Celsia. V zimě proto často táhnou do teplejších krajů. Na Floridě například vyhledává oblasti s vodou vyvěrající z podzemních krasových systémů, která je teplejší než oceán. Příkladem je Crystal Springs na západním pobřeží Floridy, kde do zátoky Kingʼs Bay ústí na sedmdesát pramenů s konstantní teplotou 22 °C. I když se kapustňáci vyskytují buď osamoceně nebo jen v malých rodinných skupinách, stává se, že v chladnějším období se v tropických vodách shlukují do větších hejn, například v blízkosti továren, které vypouštějí teplou odpadní vodu. V chladném časném ránu se drží ve vodě a z vody jim koukají pouze čumáky, když se oteplí, vystavují svá těla na hladině. Protože kapustňáci jsou savci, musí se zdržovat poblíž vodní hladiny. Samozřejmě mohou vydržet bez nadechnutí pod vodou až patnáct minut, obvykle se ale nadechují každých pět nebo deset minut. Mimo vodu nemohou přežívat.

## Rozmnožování
Rychlost rozmnožování kapustňáků není nijak oslnivá. Samice rodí pouze jedenkrát za dva roky, zpravidla je jedno mládě. O říjnou samici se obvykle zajímá více samců. Dorážejí na ni, dotýkají se jejího rypáku a pokoušejí se zahnat rivaly. Za více než jeden rok se pod vodou rodí mládě, které pak samice okamžitě vynáší na svých zádech k hladině, aby se mohlo poprvé nadechnout vzduchu. Samice ho kojí až tři roky, i když mládě umí už několik měsíců po porodu samo žrát rostlinnou potravu. Narozená mláďata kapustňáků širokonosých mají tělo porostlé řídkou srstí, to připomíná jejich příbuznost se suchozemskými savci.

## Zajímavosti
Kapustňáci se často shromažďují v zimě v blízkosti elektráren, které vypouštějí ohřátou vodu. Spoléhajíce se na tento zdroj nepřirozeného tepla dokonce přestali migrovat do teplejších vod. V brzké době se budou některé z těchto elektráren zavírat. Problém závislosti na elektrárnách přiměl organizaci U.S. Fish and Wildlife Service k hledání cest, jak pro kapustňáky ohřívat vodu. Největší shromaždiště kapustňáků v blízkosti elektráren a v Severní Americe vůbec je na Floridě v Brevard County, kde jich přezimuje až 300.

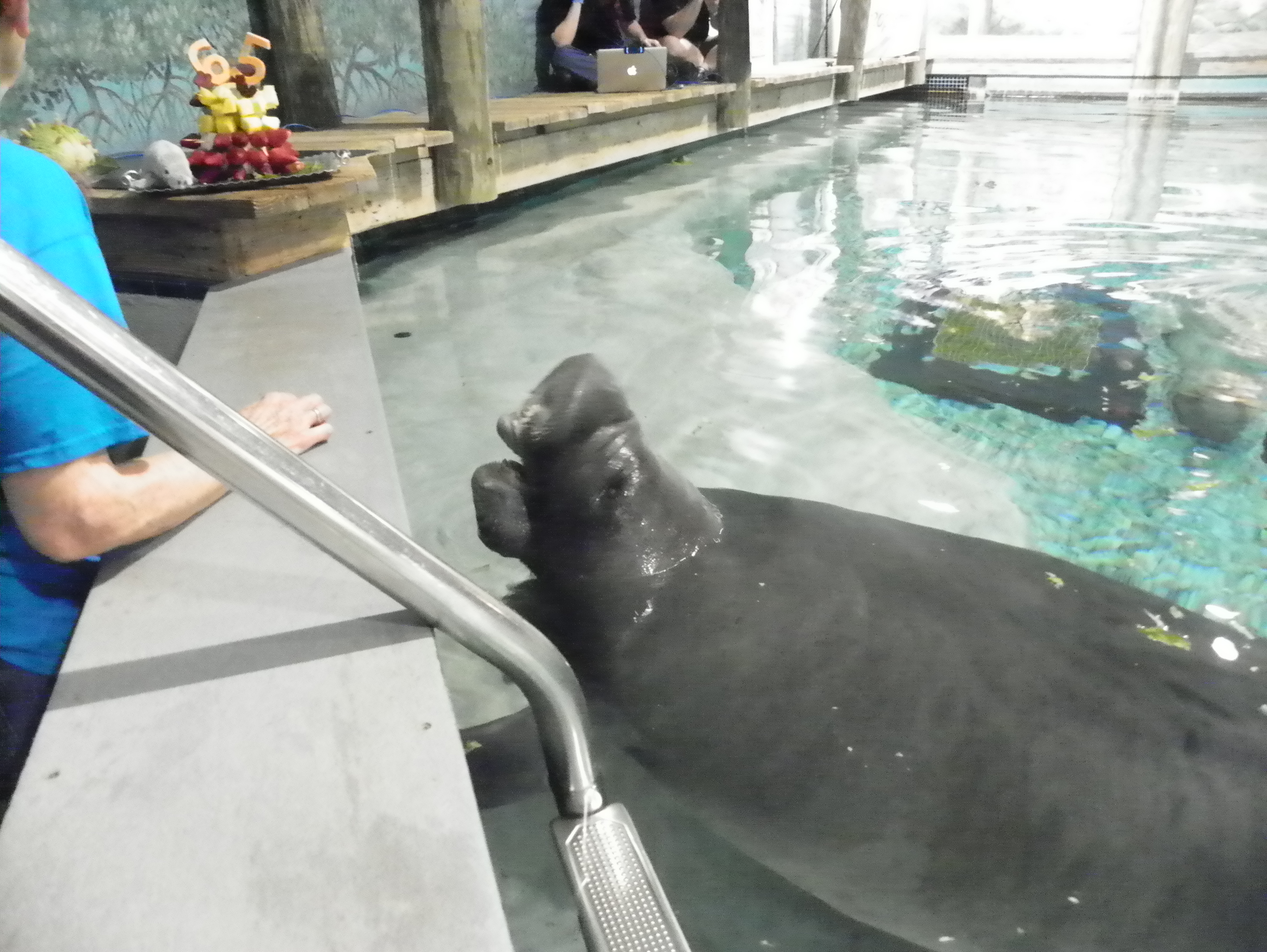
Snooty při svých 65. narozeninách

Nejstarším kapustňákem v zajetí a pravděpodobně i na světě byl Snooty (21. července 1948 – 23. července 2017), samec kapustňáka širokonosého (poddruh kapustňák floridský, Trichechus manatus latirostris), který byl jedním z prvních kapustňáků narozených v zajetí. Byl chován v akváriu v South Florida Museum ve floridském Bradentonu.
Střevo kapustňáka je dlouhé více než 45 metrů.